# José Luis Morales
José Luis Morales Nogales, né le 23 juillet 1987 à Madrid (Espagne), est un footballeur espagnol qui évolue au poste d'ailier à Levante UD.

## Biographie
José Luis Morales naît le 23 juillet 1987 à Madrid, capitale de l'Espagne. Durant son enfance, il se forme au football avec le club de l'ADC Brunete. Morales rejoint en 2006 l'AD Parla où il évolue durant quatre saisons en amateur. L'ailier joue ensuite une saison au CF Fuenlabrada et se révèle en marquant vingt buts en 35 rencontres.
Le 1er juillet 2011, Morales s'engage en faveur du Levante UD. Néanmoins, il évolue durant deux ans avec l'équipe réserve, le Levante UD B. Le 17 avril 2013, Morales prolonge son contrat de deux ans et intègre l'équipe première. Néanmoins, il est prêté à la SD Eibar en juillet.
Morales joue son premier match professionnel le 18 août 2013, étant titularisé lors d'une victoire 2-1 contre le Real Jaén en Segunda División. Il marque son premier but le 27 octobre face au FC Barcelone B (2-0). Morales devient un titulaire du club et joue 40 rencontres pour trois buts. Le SD Eibar est sacré champion et accède pour la première de son histoire en Liga.
De retour au Levante, Morales gagne rapidement du temps de jeu. Il joue son premier match de Liga le 30 août 2014 lors d'une défaite 3-0 contre l'Athletic Bilbao. Morales inscrit son premier but dans l'élite espagnole le 4 octobre suivant face à son ancien club du SD Eibar (3-3). La saison 2015-2016 voit Morales s'installer comme un joueur majeur de Levante. Il marque à sept reprises en championnat mais ne peut empêcher la relégation des valenciens.
Morales est un acteur majeur de la remontée de son club en Liga une saison après sa descente,. Il prend part à 40 matchs en championnat et marque quatre buts.

## Palmarès
Morales remporte la Segunda División en 2014 avec le SD Eibar. Avec le Levante UD, il est de nouveau champion de Segunda División en 2017.